# 環紋全裸鸚鯛
環紋全裸鸚鯛（学名：Hologymnosus annulatus），又名環帶細鱗盔魚、鉛筆龍、軟鑽仔、環紋鸚鯛、環紋細鱗鸚鯛，为隆頭魚科細鱗盔魚屬下的一个种。分布於印度太平洋區，從紅海、東非、南非至社會群島、皮特凱恩群島，北起日本南部，南迄澳洲東南部海域，棲息深度8-40公尺，體長可達40公分，棲息在珊瑚礁、岩礁區海域，以小魚、甲殼類等為食，生活習性不明，可作為觀賞魚及食用魚。